# Sergey Gorlukovich
Sergey Vadimovich Gorlukovich ou Syarhey Vadzimavich Harlukovich - respectivamente, em russo, Сергей Вадимович Горлукович e, em bielorrusso, Сяргей Вадзімавiч Гарлуковіч (Baruni, oblast de Hrodna, 18 de novembro de 1961) - é um ex-futebolista e treinador de futebol bielorrusso, campeão olímpico em Seul 1988.

## Carreira

### Início
Começou a sua carreira em 1980, no Torpedo Mohylev. Após cinco temporadas no Gomselmash Gomel, chegou ao principal clube da então RSS da Bielorrússia, o Dínamo Minsk, em 1985, mas saiu da equipe já no ano seguinte, para o Lokomotiv Moscou. 
Quando atuava pelo clube moscovita, foi convocado para a Seleção Soviética que conquistou a medalha de ouro nas Olimpíadas de 1988, na final contra o Brasil.

### Um dos primeiros soviéticos na Alemanha
No final dos anos 80, houve uma abertura na União Soviética que passou a permitir que jogadores do país se transferissem para clubes de outros países, inclusive capitalistas, o que levou várias estrelas e promessas da seleção da URSS a rumarem para a Europa Ocidental. No caso de Harlukovich, ele havia se transferido para o Borussia Dortmund, da então Alemanha Ocidental, em 1990. Em quatro temporadas, jogou 44 partidas, tendo marcado um único gol.
Ainda teve uma passagem um pouco mais bem-sucedida pelo Bayer Uerdingen (oitenta jogos, seis gols) antes de retornar à Rússia, para defender o Spartak-Alania Vladikavkaz.

### Retorno à Rússia e final de carreira na Armênia
Em 1995, Harlukovich regressou à Rússia depois de sete anos na Alemanha. Entretanto, sua passagem pelo Spartak-Alania Vladikavkaz foi um fiasco: foram apenas cinco jogos, sem nenhum gol marcado.
No ano seguinte, assinaria contrato com o Spartak Moscou, onde conquistaria seus últimos títulos: a Copa da Rússia 1997-98 e o Campeonato Russo de 1998, este último já aos 36 anos.
Atuaria ainda por Torpedo-ZIL Moscou, Chkalovets-Olimpik Novosibirsk e Lokomotiv Nizhny Novgorod, tendo presenças modestas nos três times.
Em 2002, Harlukovich se muda para a Arménia depois de ser contratado pelo Mika Ashtarak. Jogaria mais duas partidas antes de encerrar sua carreira de jogador aos 40 anos.

### Seleção Soviética
Convocado pela primeira vez para a Seleção Soviética em 1988, participou das Olimpíadas de Seul, realizadas no mesmo ano. Fez parte do elenco que conquistou a medalha de ouro no futebol, sendo este o último título obtido pela URSS.
Em 1990, seria chamado para a Copa daquele ano, que foi, curiosamente, o mundial para o qual a URSS mais chamou atletas bielorrussos: além dele, a estrela Syarhey Aleynikaw e Andrey Zyhmantovich. A União Soviética, entretanto, decepcionou, ficando na lanterna do grupo que continha Argentina, Romênia e a surpresa Camarões (contra quem obtiveram sua única vitória, por 4 a 0 - inclusive, a única derrota dos africanos na Copa no tempo normal).
Após a extinção da URSS, Harlukovich (que disputou 21 partidas pela Seleção, marcando um gol, contra a Síria, num amistoso em 1988) não foi convocado para a Seleção da CEI de Futebol que disputaria a Eurocopa de 1992.

### Segunda Copa, agora pela Rússia
A URSS desmembrou-se em dezembro de 1991. Com a decisão da FIFA para que, das repúblicas independentes, apenas a Rússia pudesse pleitear vaga na Copa de 1994 (as demais só disputariam torneios oficiais a partir das Eliminatórias para a Eurocopa de 1996), Harlukovich e outros atletas não-russos decidiram jogar pela Seleção Russa, que obteve a classificação. Foi ao mundial como um dos únicos remanescentes da equipe soviética da edição anterior, ao lado do russo Aleksandr Borodyuk. A equipe herdeira, entretanto, fracassaria novamente na primeira fase - curiosamente, vencendo novamente na última partida e por goleada (agora por 6 a 1) Camarões, na partida marcada pelos recordes de Oleg Salenko e Roger Milla. Ainda na primeira rodada, na partida contra a Suécia, levou cartão amarelo com 55 segundos de jogo - o mais rápido da história das Copas até então, com o recorde negativo sendo ultrapassado somente em 2018.
Harlukovich vestiria a camisa da Rússia pela última vez na Eurocopa de 1996, mas a equipe cairia novamente na primeira fase. Entre 1993 e 1996, jogaria 17 partidas, não marcando nenhum gol.

### Pós-aposentadoria
Após encerrar a carreira como jogador, Harlukovich assinou com o Spartak Moscou para ser olheiro do clube, função que exerceu até 2004, quando foi contratado pelo Saturn, onde trabalharia como auxiliar-técnico.
Sua estreia como treinador foi em 2005, no SKA Khabarovsk. Passou ainda por Avangard Kursk e Vityaz Podolsk, voltando a comandar o SKA Khabarovsk entre 2009 e 2010. 
Após três anos desempregado, Harlukovich retomou a carreira de técnico em 2013, exercendo a função no Baikal Irkutsk, saindo no mesmo ano.